# Geologie des Mittleren Saaletales

Kernberge bei Jena: Relativ steil aufragende Kuppen aus Kalksteinen des Muschelkalks auf einem eher sanft ansteigenden Sockel aus Siliziklastika des Buntsandsteins

Die Geologie des Mittleren Saaletales wird bestimmt durch Sedimentgesteine der Germanischen Trias. Diese Gesteine und die daraus hervorgegangenen quartären Sedimente und Böden des Mittleren Saaletals bei Jena sowie der umliegenden Plateaus und Berge im Saale-Holzland-Kreis waren maßgeblich für die Entwicklung der Kultur und Wirtschaft dieser Region.

## Frühe Bildungen
Im späten Karbon vor mehr als 300 Millionen Jahren, als sich in einer Küstenebene, die sich vom heutigen Belgien über das nördliche Rheinland, Niedersachsen und Brandenburg bis nach Schlesien (Polen) zog, ausgedehnte Steinkohlenwälder ausbreiteten, waren im mittleren Deutschland gewaltige erdinnere gebirgsbildende Kräfte am Werk. Die Erdkruste wurde infolge einer Kontinentalkollision in große, von Südwesten nach Nordosten verlaufende Faltenzüge gelegt und angehoben (Variszisches Gebirge). Gleichzeitig mit der Hebung setzte an der Oberfläche die Abtragung ein, die in der darauffolgenden Zeit des Rotliegenden anhielt, wobei sich der Abtragungsschutt in größeren Senken innerhalb des Gebirges sowie im Gebirgsvorland ansammelte. Am Ende der Rotliegend-Zeit war das Variszische Gebirge weitgehend eingeebnet. Daran anschließend drang infolge von Absenkungen der Erdkruste das Zechstein-Meer aus nördlichen Richtungen ins mittlere Deutschland vor (Zechstein-Transgression). Darin wurden Kalkstein, Mergel sowie Eindampfungsgesteine wie Gips und Steinsalz abgelagert. Kalkalgen und Moostierchen, die auf untermeerischen Schwellen günstige Lebensbedingungen fanden, bauten dort Riffe. Während im Orlatal mehrere solcher fossilen Moostierchen-Riffe zutage treten, wurde 1906 bei einer Erkundungsbohrung nach Steinsalz bei Porstendorf ein solches Riff in 600 m Tiefe erbohrt. Anhand der Bohlenwand bei Saalfeld, in der gefaltete dunkle Schiefer des Devons und Unterkarbons überlagert werden von hellen, horizontal liegenden Kalksteinschichten des Zechsteins, sind die erdgeschichtlichen Vorgänge des späten Paläozoikums nachvollziehbar.
Gegen Ende der Zechstein-Zeit zog sich das Meer zurück (Regression) und die Region wurde wieder Festland. Dem sich nachfolgend ablagernden Buntsandstein gehören die ältesten Gesteinsschichten an, die bei Jena zutage treten. Zusammen mit den darüberlagernden Gesteinseinheiten Muschelkalk und Keuper bildet der Buntsandstein die mehr als 200 Millionen Jahre alte Germanische Trias. Diese Gesteine bauen weite Teile der südlichen Hälfte Deutschlands auf, unter anderem auch das Thüringer Land zwischen Werra und Weißer Elster sowie zwischen Harz und Thüringer Wald (vgl. Thüringer Becken mit Randplatten).

## Buntsandstein
Der untere Buntsandstein, etwa 300 m mächtig, bildet einen breiten Streifen, der sich von Saalfeld bis Gera hinzieht und bei Jena erst in etwa 200 m Tiefe unter der Saaleaue angetroffen wurde. Der mittlere Buntsandstein (etwa 200 m mächtig) aber steht sogar innerhalb der Stadt Jena an. Es ist ein fein- bis grobkörniger, zumeist rotbrauner und grauer Sandstein mit sehr wenigen Versteinerungen. In seinem untersten Teil enthält er viel Kaolin. Diese Kaolinschichten waren der Anlass für die Entstehung der Porzellanfabrikation in Kahla. Darüber liegen die Gervillienschichten, benannt nach einer kleinen Muschel, die in mehreren Bänken innerhalb dieser Schichten vorkommt. Die darüber folgenden Rothensteiner Schichten, aufgeschlossen am Trompeterfelsen bei Rothenstein, sind hellere, lockere Sandsteine mit dünnen Lagen rotbraunen Schiefertons. Die Schichten führen fast keine Fossilien.
Lockere, helle Sande wurden an tonarmen Stellen früher abgebaut und als Stubensand genutzt. Über diesen Rothensteiner Schichten liegt der etwa 50 m mächtige, dickbankige, zumeist dunkelrotbraune Sandstein. In vielen Brüchen wurden diese grobkörnigen Sandsteine früher als Bausteine gebrochen. Zwischen Kahla und Stadtroda bestehen die Grundmauern aus Sandstein (regional Bausandstein genannt). Innerhalb von Jena steht er am Felsenkeller der ehemaligen Brauerei an. Senkrechte Felswände zeigen nicht selten Tafoniverwitterung. Im oberen Teil sind U-förmige Wohnbauten von Würmern, die damals den Boden von Wassertümpeln bevölkerten, verbreitet (Diplocraterion luniforme).

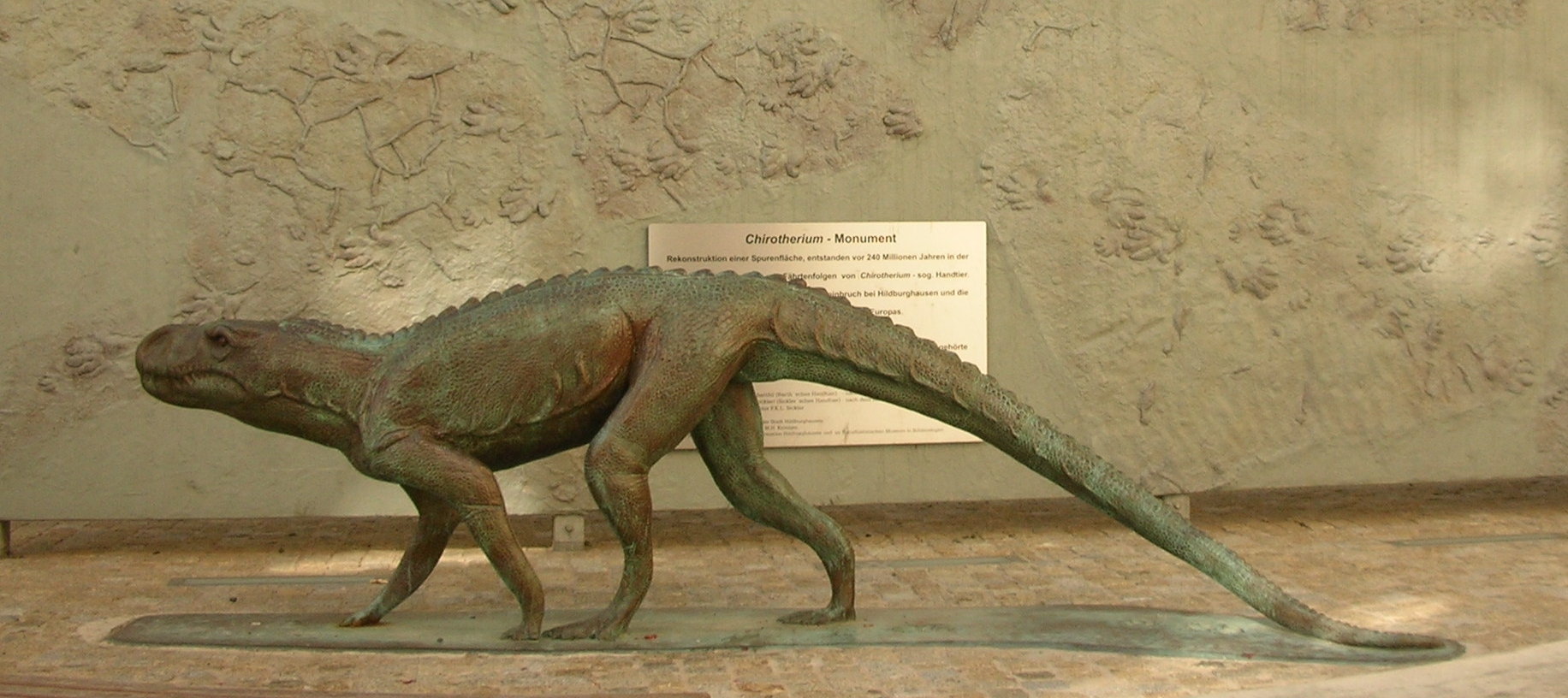
Rekonstruktion des Erzeugers der mit Chirotherium barthii bezeichneten Fährte (Bronzeplastik, Chirotherium-Monument, Hildburghausen)

Zur Solling-Folge, die den obersten Teil des Mittleren Buntsandsteins bildet, von einigen Autoren aber aufgrund ihres bereits relativ stark marin beeinflussten Charakters zum Oberen Buntsandstein gestellt wird, gehört der sogenannte Chirotheriensandstein, benannt nach dem darin relativ häufig enthaltenen Spurenfossil Chirotherium. Es handelt sich um Fußabdrücke und Fährten von Reptilien, aus denen im weiteren Verlauf der Trias die ersten Dino- und Flugsaurier sowie die Vorfahren der heutigen Krokodile hervorgingen. Die Spuren als Abgüsse („Reliefs“) auf Unterseiten von Sandsteinschichten wurden am Talstein, bei Waldeck und zwischen Großbockedra und Schiebelau gefunden. Der etwa 20 m mächtige, graue bis weiße, karbonatreiche Sandstein streicht innerhalb des Stadtgebietes am Burgweg, vor den Teufelslöchern und am Felsenkeller aus. Außerdem bildet er den Untergrund des Marktes und der Stadtkirche. Vielfach kommen darin Lagen fleischroten Karneols und Pseudomorphosen nach Steinsalz vor. Auf Schichtflächen befinden sich Wellenrippel und Ausfüllungen von Trockenrissen („Netzleisten“). In der Schichtenfolge treten auch braun- bis schwarzfleckige und streifige Sandsteine (regional Tigersandstein genannt) auf. Festere kugelartige eisen- und manganreiche Gebilde geben dem Sandstein bei der Verwitterung häufig eine streuselkuchenähnliche Oberfläche (am Burgauer Schlossberg). Aus anderen Orten Thüringens sind in der Schichtenfolge versteinerte Schachtelhalme, Bärlappgewächse, Farne und Nadelhölzer bekannt geworden. Die fast reinweißen Sandsteine zwischen Jenertal und den Teufelslöchern wurden in den tiefen Nischen in der Felswand als Stubensand abgebaut.
Der gesamte Mittlere Buntsandstein ergibt einen lockeren Boden, der meist mit Nadelwäldern bedeckt ist und sich da, wo tonige Zwischenlagen vorhanden sind, gut für den Feldbau eignet. Die festeren Partien bilden stellenweise felsige Steilhänge, z. B. Rabenschüssel und Felsenberg bei Maua sowie Trompeterfelsen bei Rothenstein.
Der Mittlere Buntsandstein gilt als eine festländische Ablagerung. Der Verwitterungsschutt ist aus südlichen und südöstlichen Richtungen gekommen. Die Kräfte Wind und Wasser haben den Gesteinsschutt in dem großen deutschen Buntsandsteinbecken ausgebreitet. In Binnenseen und weitspannigen Tümpeln mit wechselnder, geringer bis fehlender Wasserbedeckung wurden sowohl windgeschliffene Gerölle als auch Konglomerate abgelagert. Feinschichtung und Kreuzschichtung sowie Wirbelbildungen sind darin häufig. Der wüstenähnliche Charakter der Sedimentationsgebiete wird bezeugt durch die vielfach auftretenden roten Farben.

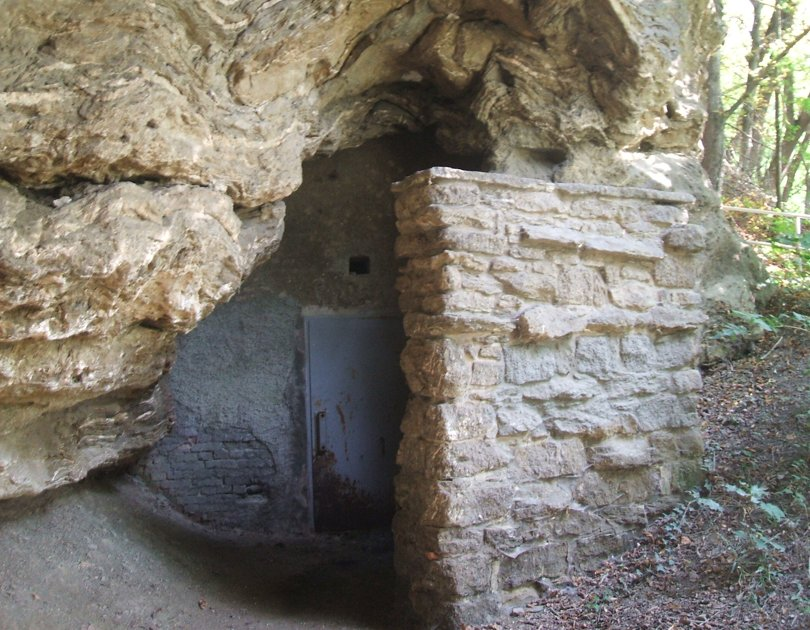
Der Zugang zu den Teufelslöchern, ein bergbauliches Denkmal einer alten Gipsgewinnung

Rote Verwitterungsdecken befinden sich heute nur in den tropischen und subtropischen Gebieten. Im Großen und Ganzen gesehen herrschten zur Buntsandsteinzeit etwa ähnliche Verhältnisse wie heute in Steppen- und Halbwüstengebieten.
Nach der Ablagerung des Chirotheriensandsteins rückte von Nordosten wiederum ein flaches, stellenweise ausgetrocknetes Meer heran. Die Schichten des Oberen Buntsandstein (Röt: etwa 100 m) werden in der Nähe der Basis eingeleitet durch ein etwa 10–20 m mächtiges Gipslager. Die Abscheidung des Gipses erfolgte offenbar in kleineren, fast gänzlich abgeschnürten flachen Buchten, in denen das verdunstende Wasser nur mehr oder weniger episodisch durch Zufluss vom Meere her ergänzt wurde. Der Gips tritt weißlich bis grau und rötlich, grobkristallin als Gipsspat und Fasergips (Teufelslöcher) und dicht mit zahlreichen dunklen Einzelkristallen darin als so genannter Jenaer Alabaster (Katzenwinkel bei Kunitz) auf. Letzterer wurde gelegentlich als Dekorationsgestein verwendet (Treppenverkleidungen und Wandbelag im Universitätsgebäude). Früher wurde der Gips zum Beispiel an der Gembdenmühle gebrochen. Dort wurde er zu Maurergips gebrannt. Der feine, zerriebene Fasergips diente als Streusand zum Tintelöschen. An den Teufelslöchern und am Erlkönig fällt die starke Faltung der Gipsschichten auf. Die Umwandlung von kristallwasserfreien Anhydrit in den kristallwasserhaltigen Gips bedingt eine Volumenvergrößerung. Die Gipsschichten können sich dadurch gefaltet haben. Infolge Auslaugung durch das Wasser bilden sich mancherorts Hohlräume und Erdfälle.

### Röt

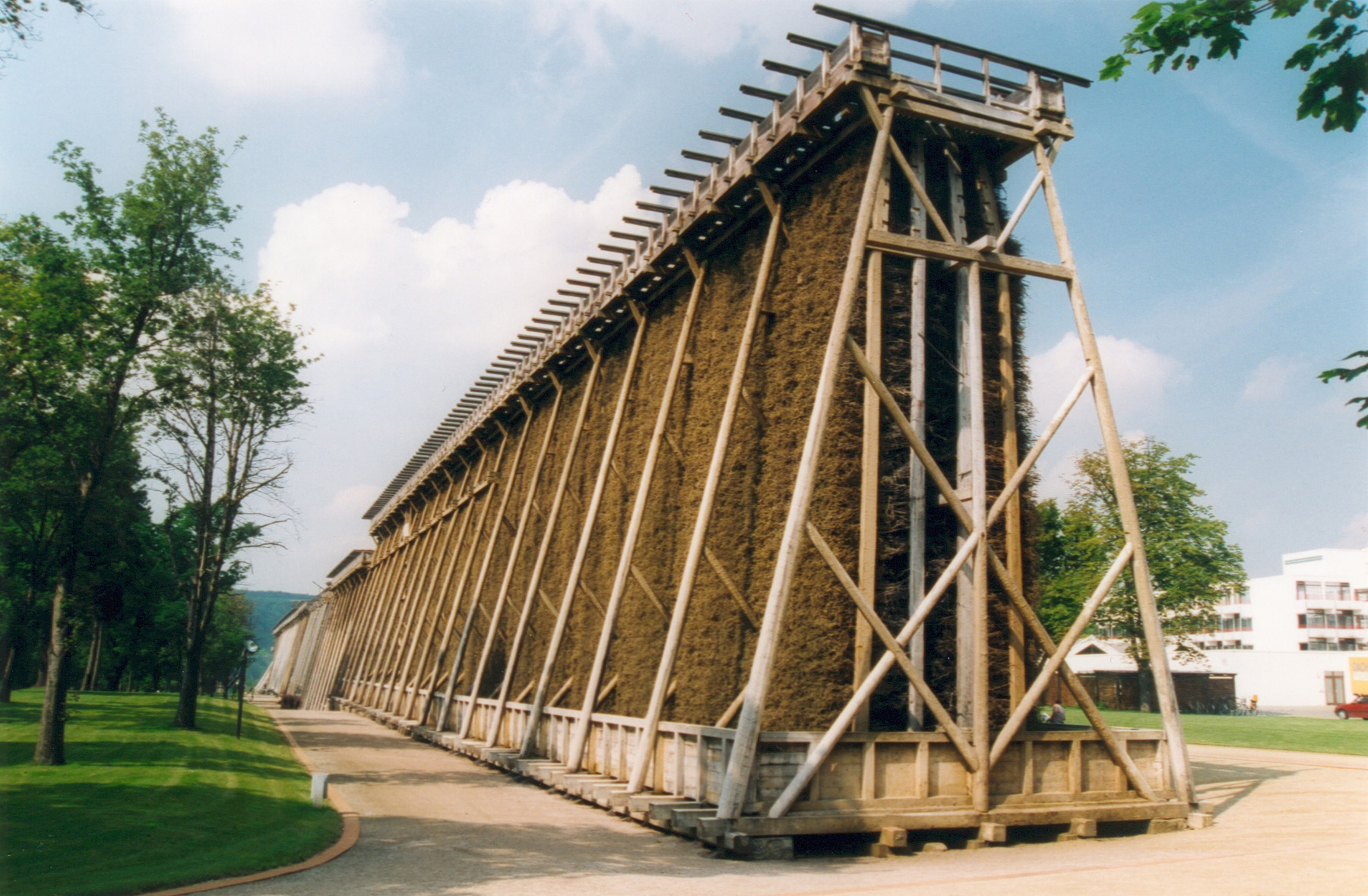
Salzgewinnungsanlagen im Gradierwerk von Bad Kösen (heute Technisches Denkmal)

Als Röt bezeichnet man die tonigen, oft gipshaltigen Schichten des Oberen Buntsandsteins. Die fossilfreien Gipstone des Unteren Röts leiten über zu grünlichgrauen und schwärzlich-grauen Mergeln und Schiefertonen, die noch oft von Fasergipsbändern durchzogen sind. Es treten weiterhin noch mehrere dezimeterstarke Bänke von Dolomitsandstein und stark geschichtete Sandsteine auf. Die Dolomite führen in reichem Maße Versteinerungen von Muscheln, Schnecken, Ammoniten und Knochenresten. Erwähnenswert ist der sogenannte Sauriersandstein mit Nothosaurus-Knochen. Weiter oben wurde eine Dolomitbank nach dem an der Unterseite ansitzendem Krebswohnbau „Rhizocoralliumbank“ benannt. Es handelt sich um schrägliegende, offen sich kreuzende Wülste mit netzartiger Oberfläche. Die Schiefertone und Mergel wurden früher in der Ziegelei Wogau abgebaut. In der Landschaft ist der Untere Röt durch steilere Talhänge gekennzeichnet. Die Solequellen von Bad Kösen haben ihren Ursprung in Salzlagern des Unteren Röts.
Der darüber folgende, etwa 50 m mächtige Mittlere Röt besteht aus einer Folge von roten Mergeln, Schiefertonen, wenig Gipsschichten sowie Quarzit- und Dolomitbänkchen. Nur im oberen Teil treten wieder graue Mergel auf. Im Gelände, das heißt, an den mittleren Hängen des Saaletales bildet er sanfte Neigungen und liefert einen schweren Boden. Die im Unteren und Mittleren Röt austretenden Quellen enthalten vom Gipsanteil her viele Sulfate, so dass sie als Trinkwasser kaum in Betracht kommen.

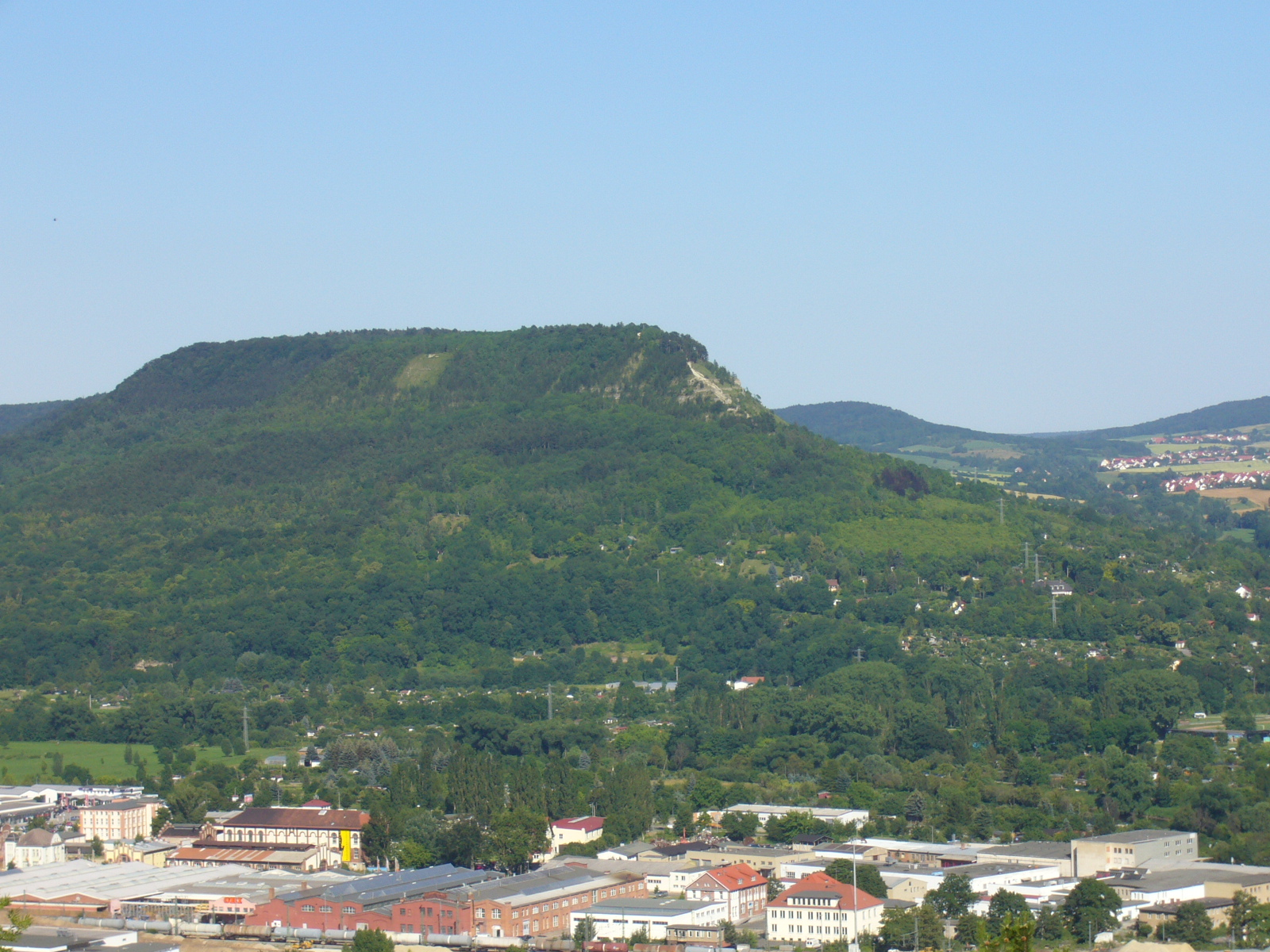
Am Jenzig befanden sich Coelestinbergwerke

Den oberen Abschluss bildet der etwa 15 m mächtige Obere Röt, früher als Myophorien- oder Coelestinschichten bekannt. Die Schichtenfolge besteht in der Hauptsache aus hellen Mergeln mit eingelagerten Kalkplatten und Lagen von Coelestin. An der Basis liegen zwei Bänke mit Glaukonitanteilen. Glaukonit ist ein grünliches Eisensilikat, das bei der Bildung von Meeressedimenten entsteht. Die Kalkplatten führen sehr viele Muscheln und Schnecken, die Schalenrücken mit der gewölbten Seite nach oben, was als die stabilste Lage der Muschelschalen bei der Ablagerung gilt. An der Südseite des Jenzig bestanden früher Stollen, in denen einst der Coelestin, ein himmelblaues faseriges, schweres Mineral, abgebaut und bei der Zuckerfabrikation verwendet wurde. Ein Coelestin-Vorkommen am Fuße des Dornburger Schlossfelsens war schon Johann Wolfgang von Goethe bekannt (Brief an von Leonhardt, 1816). Den Abschluss des Oberen Röts bilden zwei helle, plattige Kalke.

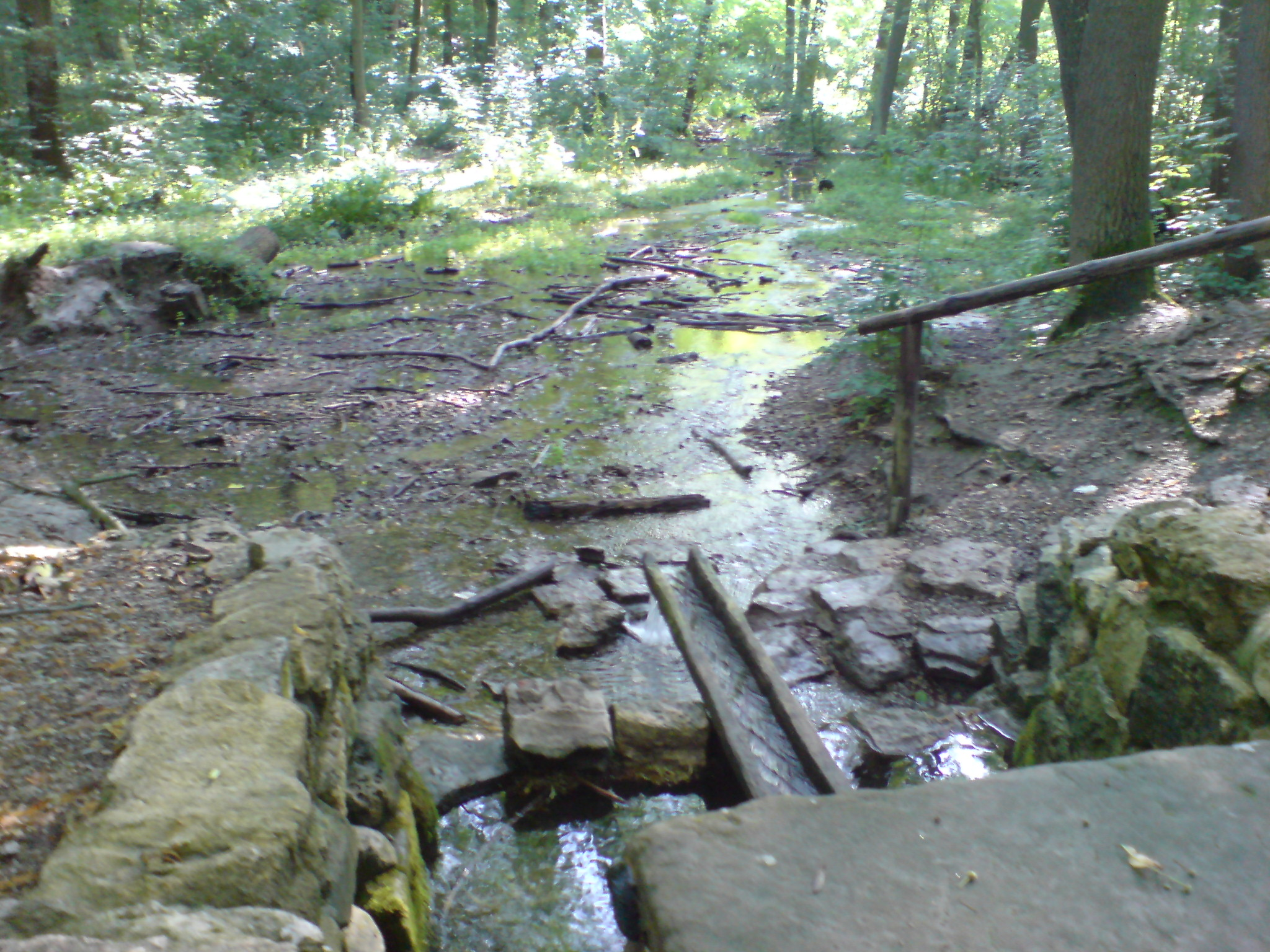
Der Fürstenbrunnen im Pennickental bei Jena erschließt eine wasserreiche Schicht auf dem Mergel

Das durch den Muschelkalk sickernde Wasser staut sich auf dem undurchlässigen, tonigen Mergelschichten des Oberen Röts. Daher treten an dieser Stelle vielerorts kleinere oder größere Quellen aus (Ammerbach, Lutherkanzel, Fürstenbrunnen). Da diese Mergel leichter verwittern als der darüberliegende Muschelkalk, entsteht an der Röt-Muschelkalkgrenze oftmals eine Hohlkehle, beispielsweise unterhalb der Schlossfelsen in Dornburg. Die Wasserstauung ist außerdem im Zusammenhang mit der bei Jena zu beobachtenden Neigung der Triasschichten nach Nordwesten die Ursache von vielen Bergstürzen in Jenas Umgebung, so zum Beispiel am Dohlenstein bei Kahla, an der Westseite des Johannisberges, am Gleißberg und am Kernberg. Die Muschelkalkpartien rutschen auf den durchweichten Myophorienschichten leicht ab. Solche Bergstürze sind bei uns deshalb hauptsächlich an West- und Kreidehängen zu beobachten. Die Schichten des Oberen Röts sind zumeist von Muschelkalkschutt überrollt.
Durch den größeren Anteil an Kalksteinschichten im Oberen Röt wird offenbar, dass sich stärkere Meereseinflüsse einstellten, wenn auch tonmergelige Lagen mit Trockenriss-Netzstrukturen und knolligem Gips auf mehrfache Trockenlegungen hinweisen.

## Muschelkalk
Mit Beginn des Muschelkalkes, der sich über dem Röt anschließt, vertiefte sich das Meer und hatte den Charakter eines Flachmeeres. Anhaltspunkte für Austrocknungen von Meeresbuchten fehlen. Der bei Jena etwa 170 m mächtige graue Muschelkalk gliedert sich in eine untere, eine mittlere und eine obere Abteilung.
Der untere Muschelkalk oder Wellenkalk beginnt mit einer etwa 0,5–1 m mächtigen Bank eines gelben bis braunen, schaumigen, oolithischen oder konglomeratischen Kalksteins, der sogenannten Gelben Grenzbank. Darüber schließen sich etwa 40 m eines feinfasrigen bis ebenflächigen Wellenkalks an, der besonders viel schlangenartige Wülste von wurmähnlichen Bauten enthält (Rhizocorallium commune). Im oberen Teil folgt eine Zone feinkonglomeratischen und festen Kalkes. Er bildet den unteren der drei konstanten Felsgürtel, die an allen kahlen Wellenkalkhängen des mittleren Saaletales reliefartig hervortreten. Gut sichtbar sind die Felsgürtel an den Steilhängen der Kernberge und des Jenzigs, im unteren Teil über der dichteren Vegetationszone. Durch leichter verwitternden Wellenkalk getrennt, bestehen die beiden anderen Bänke der drei Felsgürtel aus oolithischem Kalk. Wenn die oolithischen Kugeln aus dem kalkigen Bindemittel herauswittern, entsteht ein porenreicher Schaumkalk. Eigentlich setzt die oolithische Ausbildung dieser Schichten erst nordwärts (Dornburg, Freyburg, Bad Kösen) ein. Bei Jena bestehen die als Oolithbänke bezeichneten Schichten vor allem aus festerem, klotzigem Kalkstein. Die Bänke sind sehr reich an Fossilien. Es treten Stielglieder einer kleinen Seelilie, Schalen von kleinen Schnecken, Muscheln und Armfüßern auf. Stellenweise können festere, sehr fossilreiche Platten gefunden werden (Jenzig, Kernberge).
Darüber schließt sich wiederum Wellenkalk an. Im oberen Drittel der Hänge des Jenzigs und der Kernberge erkennt man schon von Weitem den nächsten Felsgürtel, der die hellen Terebratulabänke einschließt. Sie bestehen aus festerem, kristallinischem Kalkstein, der massenhaft Schalen eines Armfüßers, genannt Coenothyris vulgaris, enthält. Sie sind stellenweise sogar gesteinsbildend. Coenothyris lebte festsitzend, indem sie sich mit einem Muskelstiel, der aus einem kleinen Loch in der Rückenschale herausgestreckt wurde, fest am Boden anheftete. Daneben lebten zu dieser Zeit noch viele Muschel- und Schneckenarten. In den Terebratulabänken können außerdem größere braune Zähne der etwa seehundgroßen Pflasterzahnechse Placodus gigas und kleinere Haifischzähnchen gefunden werden.
Die Terebratulabänke liefern seit Jahrhunderten einen geschätzten Baustein. Bekannte Steinbrüche liegen am Nordosthang des Forstes und nordwestlich von Zwätzen. Das Baumaterial der Burgen in Jenas Umgebung ist zu einem großen Teil Terebratulakalk (Kunitzburg, Fuchsturm, Lobdeburg). Von neueren Gebäuden wurden z. B. die Universität und das Volksbad daraus errichtet.
Nach weiteren Metern Wellenkalk beginnt das Plateau der Jenaer Berghänge. Dort tritt der obere Felsgürtel, die Schaumkalkbänke, deutlich in Erscheinung (Kernberge). Es handelt sich um mehrere schaumige, ehemals oolithische, rostfleckige Kalkbänke wechselnder Festigkeit, die wiederum sehr reich an Versteinerungen sind. Der Schaumkalk wurde früher vielerorts gebrochen und teils zum Kalkbrennen, teils als Werkstein verwendet. Der Fuchsturm besteht neben Terebratulakalk auch aus Schaumkalk. Aus festeren Bänken des Wellenkalks bestehen fast alle Burgen und Schlösser des mittleren Saaletales.
Die Gesteine des unteren Muschelkalks bilden steile Berghänge, die sich von den flacheren Neigungen der tiefer liegenden Tongesteine des Röts sehr markant unterscheiden. Die darüber folgenden Gesteine des etwa 30–40 m mächtigen Mittleren Muschelkalks bestehen aus Kalk, Dolomit und Mergel, die überwiegend geringere Festigkeit aufweisen und leichter verwittern. Auf der Ebene über dem tiefer eingeschnittenen Saaletal bildet diese Gesteinsfolge überwiegend flach geneigte Hänge. An ihrer Basis lagern dolomitische Plattenkalke, die am Jägerberg als Werkstein gebrochen wurden und vorwiegend als Platten Verwendung fanden. Die Plattenkalke enthalten Reste des Meeresreptils Nothosaurus mirabilis. Im Mittleren Muschelkalk wurde das Meer wesentlich flacher. Gipslagen und Salzlager (Bad Sulza) deuten sogar auf vollständige Eindampfungserscheinungen hin.
Im Gebiet Closewitz–Cospeda–Rödigen–Isserstedt trifft man auf die Gesteine des Oberen Muschelkalkes. Eine steilere Geländestufe bildet dort zunächst der etwa 3–6 m mächtige, festere Trochitenkalk. Er zeigt an, dass sich das Meer wiederum vertiefte. Seinen Namen hat der Trochitenkalk von den Stielgliedern (Trochiten) der Seelilie Encrinus liliiformis, im Volksmund auch Bonifaciuspfennige genannt. Außerdem wurden darin Steinkerne von Muscheln (Plagiostoma striata) und Saurierreste gefunden, bei Isserstedt sogar der Rest eines fliegenden Fisches. Daneben treten auch mehrfach Rippelmarken auf. In den Dörfern des genannten Gebietes kann man den Trochitenkalk auch gelegentlich als Baustein antreffen.
Im oberen Teil bilden die etwa 35 m mächtigen Ceratitenschichten flachere Böschungen und Ebenen, weil sie vorwiegend aus weicherem Schieferton mit nur gelegentlichen Kalkbänken bestehen. Ein bekanntes Beispiel dafür ist das Plateau um den Windknollen nordwestlich von Jena. Auf den Ackerböden dieses Geländes kann sich häufig Niederschlagswasser stauen, so dass diese Flächen gut entwässert werden müssen. Das Leitfossil Ceratites als Namensgeber der Schichten gehört zu den ausgestorbenen Ammoniten mit eingerolltem Kammergehäuse. Die Größe der verschiedenen Ceratiten nimmt in dieser Schichtenfolge nach oben hin bis auf etwa 30 cm Durchmesser zu.

## Keuper
Über dem Muschelkalk sind die Gesteine des Keupers entwickelt, die in Richtung Apolda Flächen mit geringeren Neigungen bilden. Hier treten zunächst nur die Mergel, Letten, Sandsteine und Ockerkalke des Unteren Keupers auf. Bei Apolda ist es zu dieser Zeit sogar zur Bildung einer unreinen Kohle gekommen, davon stammt die Bezeichnung Kohlenkeuper. Besonders die Sandsteine und Letten führen Reste von Farnen, Schachtelhalmen und Nadelhölzern. Das Muschelkalkmeer zog sich zurück und festländische Einflüsse setzten sich immer mehr durch.
Wie der Mittlere und Obere Keuper in Mittelthüringen waren wahrscheinlich auch jüngere Gesteine des Jura und der Kreide in Thüringen verbreitet. Durch nachfolgende Hebungen und großflächige Abtragungen, zusammen mit stärkeren Zerstückelungen des Gebietes durch erdinnere, tektonische Kräfte im Rahmen von jüngeren, so genannten saxonischen Gebirgsbewegungen gestaltete sich allmählich das schüsselförmige Thüringer Becken. Die Schichtung der Trias im Raum Jena fällt heute im Allgemeinen flach nach Nordwesten in das Innere des Thüringer Beckens ein. Falten- und Verwerfungslinien, an denen sich Schichtkomplexe verschoben haben, können auch im Jenaer Raum beobachtet werden. So treten an den Eisenbahneinschnitten im Mühltal Verwerfungen auf. An den Teufelslöchern sind sowohl Rötgips als auch Mittlerer Buntsandstein in gleicher Höhe aufgeschlossen. Der Hausberg mit dem Fuchsturm liegt auf einer Aufsattelung.
Zur nordwestlichen Neigung der Schichten: Bei einem durchschnittlichen Neigungswinkel von 2° liegen die Muschelkalkschichten westlich der Saale etwa 70–80 m tiefer als östlich davon. Interessant ist, dass dadurch auch die Ausbildung der Seitentäler der Saale beeinflusst wurde. Während die Täler östlich der Saale die weicheren Tongesteine des Röts angeschnitten haben und wannenartig eingesenkt sind, hat der widerstandsfähige Muschelkalk auf der anderen Seite vor allem schluchtförmige Eintalungen zugelassen.

## Tertiär
Eine lange Festlandszeit mit großen Abtragungsvorgängen ist erst wieder aus dem Tertiär, vor etwa 60 Millionen Jahren bekannt, aber mit nur geringen Resten von Ablagerungen. Während im Nordosten riesige Wälder schließlich zur Braunkohlenbildung führten, wurden auf den Höhen beiderseits der Saale nur stellenweise Kiese, Sande, Tone und Quarzite abgelagert. Der Quarzit aus der Camburger Gegend gab einen vorzüglichen Pflasterstein in der Saalstraße, Jenergasse, Frauengasse und an anderen Stellen in Jena ab. Die Bezeichnung „Kartoffelpflaster“ war verbreitet.
Die Tertiärablagerungen wurden zu einer Zeit abgelagert, als die heutigen Täler noch nicht eingeschnitten waren. Die Saale-Ilm- und die Saale-Elster-Platte hingen noch zusammen. Erst am Ende der Braunkohlenzeit begann die Eintiefung des Saaletales in einem gewissen Rhythmus. Sie setzte sich in der Eiszeit fort. Die Phasen der Eintiefung bilden sich an den Saale-Hängen in Resten von Schotterterrassen ab. Die Terrassenzüge liegen übereinander. Zahlreiche verschiedene Funde von Pflanzen- und Tierresten sowie die unterschiedlichen Arten der Gesteine, die in den Schotterterrassen beiderseits des Saaletales gefunden wurden, belegen einen mehrfachen Klimawechsel. Es ist bekannt, dass während der Eiszeit das Inlandeis von Nordeuropa in mehreren Vorstößen nach Süden bis in das mittlere Deutschland vorrückte. Während der Kaltzeit, in der wenig Niederschläge erwartet werden können, erfolgt die Aufschotterung durch den Fluss, vor allem aus Material seines Einzugsgebietes im Oberlauf. In den wärmeren Zwischeneiszeiten stellen sich sowohl Schmelzwasser als auch mehr Niederschläge ein. Das ist die Zeit, in der sich ein Fluss tiefer einschneiden kann.

## Quartär

### Pleistozän (Eiszeiten)
Die ersten Eisvorstöße erreichten das Gebiet der Mittleren Saale noch nicht. In dieser Zeit wurden nur Gesteine abgelagert, die am Oberlauf der Saale anstehen. Es entstanden mehrere, voreiszeitliche Terrassen vor etwa 600.000 Jahren, z. B. am Plattenberg bei Porstendorf.
Als das Eis während der Kaltzeit schließlich bis ins Mittlere Saaletal vordrang, brachte es skandinavische, rote Granite, Gneise und auch Feuersteine mit, welche es in seinen Moränen ablagerte. Letztere findet man als ungeschichteten Geschiebemergel mit Blöcken bis zu einem dreiviertel Meter Durchmesser.
Vor dem Eis kamen durch Stauung der von Süden nach Norden fließenden Gewässer Stauseen zustande, in denen feingeschichteter, oftmals sehr fetter Bänderton abgesetzt wurde. Mancherorts haben zwischenlagernde, kiesgefüllte Rinnen den Bändertonabsatz unterbrochen. In den 1970er Jahren waren die Bändertone an der Closewitzer Straße im Nordviertel Jenas mehrfach aufgeschlossen. Bei der Bebauung des Nordviertels wurden, höhenmäßig gestaffelt, mehrere solcher eiszeitlichen Schotterterrassen angetroffen. Sie bauen sich aus sandigem, wechselnd verlehmtem Fein- bis Grobkies auf und enthalten sowohl nordische Geschiebe als auch einheimische Gesteine.
In den Kaltzeiten, deren Namen hier nicht einzeln angeführt werden, hat der Lauf der Saale mehrfach gewechselt. Nachdem die voreiszeitliche Saale den Heiligen-Berg westlich umflossen hatte, schnitt sie sich anschließend im heutigen Talzug ein. Westlich dieses Berges liegen alte Kiesgruben. Aus den Moränen, die beim Eisrückzug frei wurden, blies der Wind die feinsten Teilchen heraus und lagerte sie an anderen Stellen als gelbbraunen Löss ab. Flächen von Lösslehm sind an den westlichen Hängen des Saaletales verbreitet. Trocken ist er fast staubartig und besitzt ein lockeres Gefüge. Durchfeuchtet quillt er in gewisser Weise auf und wirkt fast wie Schmierseife.
Die Schotter der niederen Terrassengruppe wurden beim Aushub der Baugruben für das Heizkraftwerk nördlich von Winzerla-Burgau aufgeschlossen. Sie liegen noch etwa 2–5 m über dem Niveau der heutigen Saale-Aue. Die Menschen der Steinzeit müssten vor mehr als 20.000 Jahren die Sedimentation dieser Saale-Schotter noch erlebt haben. Den Auengrund der Saale und die Nebentäler bilden die jüngsten, sandigen Schotter, die schließlich in geschichtlicher Zeit von einem bräunlichen Schwemmlehm von 1–2,5 m Mächtigkeit überdeckt worden sind.

### Holozän
In der erdgeschichtlichen Gegenwart, dem Holozän oder Alluvium, setzen sich natürlich alle geologischen Vorgänge fort, angefangen mit Hochwasserablagerungen, Schuttbildungen an den Mündungen der Seitentäler in das Saaletal, Mooren, Kalktuff-Bildungen, auch Erdfällen und Bergstürzen. Den Ablauf des Klimas und Veränderungen in der Vegetation kann man am besten durch Analysen von Pollenkörnern der Pflanzen in den Mooren verfolgen. Auf diese Weise lässt sich auch der Anschluss an die Eiszeiten herstellen.
Dass das Klima im Holozän bisher nicht gleichmäßig war, kann man auch aus den jungen Kalktuffablagerungen ersehen, die von Bächen der Seitentäler gebildet wurden und sich heute teilweise noch fortsetzen. Anzuführen sind Pennickenbach, Leutrabach bei Maua, Ammerbach, die Jenaer Leutra von der Paraschkenmühle bis zur Uni-Klinik und der Wiesenbach zwischen Laasan und Kunitz.
In den kalkreichen Quellwässern ist der Kalkanteil als Hydrogencarbonat gelöst. Durch die Assimilation der Pflanzen und durch die Luft, die Kohlendioxid aufnimmt, bleibt schwer lösliches Calciumcarbonat zurück und wird auf den Wasserpflanzen ausgefällt (Travertinbildung/Kalktuff). Dadurch werden Pflanzen mit Kalk verkrustet und nach Absterben der organischen Substanz bleiben die häufig gut erhaltenen Abdrücke der Pflanzen zurück. Die Kalkabscheidung erfolgt an der Luft auch an toten Gegenständen. Im Pennickental haben sich auf etwa 1500 m Länge und 5–15 m Höhe kaskadenartige Absätze des Kalktuffs gebildet. In den oberen Deckschichten wurden Werkzeuge und Scherben aus der jüngeren Bronzezeit gefunden. In dieser Zeit war also die Kalkabscheidung in der Hauptsache bereits beendet. Heute gehen diese Vorgänge nur sehr langsam vor sich, da sich das Wasserangebot seither wesentlich verringert hat.
Pflanzen- und Tierwelt in jener Zeit waren sehr umfangreich: Nachgewiesen sind u. a. Blätter von Weide, Erle, Pappel, Buche, Eiche, Hasel, Birke, Linde, Nadeln und Zapfen der Kiefer, Früchte, Gräser, Teichschachtelhalme, außerdem Reste von Schnecken, Wildschwein, Hirsch und Biber. Im Pennickental wurde vom Glaswerk Otto Schott noch Kalktuff abgebaut. Früher wurde das lockere Material auch zur Herstellung von Chlorodont- und Blendax-Zahnpasten verwendet.
Verschiedentlich wurde der Kalktuff auch zur Anfertigung sogenannter Luftziegel (im Volksmund „Dreckbachsteine“) verwendet. Dem lockeren Kalktuff wurde Ton und anderes Material in bestimmtem Mengenverhältnis zugesetzt, beides zusammen durchfeuchtet und gut gemischt zu Ziegelsteinen geformt, die im Freien unter einem Schutzdach getrocknet wurden. Nach mehreren Monaten Trockenzeit konnten sie genutzt werden. Wegen ihrer geringen Festigkeit wurden sie hauptsächlich für Innenwände verwendet. Zahlreiche Häuser in Wenigenjena wurden jedoch während eines Hochwassers um die Jahrhundertwende (1900) zerstört, weil Luftziegel beim Bau der Häuser verwendet worden waren.
Die Bergstürze im Bereich des Muschelkalks wurden bereits erwähnt. Die nordwestliche Schichtenneigung und Schichtwasserstauungen über Röt-Tongesteinen sind die Ursache für zahlreiche ältere Abbrüche von Muschelkalkschollen in der Umgebung von Jena, die in der Hauptsache an nordwestlich bis westlich geneigten Hängen auftreten. Neben dem gut sichtbaren Beispiel am Dohlenstein bei Kahla sind Abbrüche an der nördlichen Seite des Jenzigs, an der Westseite der Kernberge und unterhalb der Kunitzburg besonders hervorzuheben.

## Sehenswürdigkeiten
Im Bereich des Hausberges befindet sich der Erste Geologische Lehrpfad von Jena, an den Kernbergen und im Pennickental der Zweite Jenaer Lehrpfad. Im Verlauf dieser beiden Lehrpfade kann man einige der hier beschriebenen geologischen Besonderheiten studieren.